# Cliffy Island
Cliffy Island är en ö i Australien. Den ligger i delstaten Victoria, omkring 200 kilometer sydost om delstatshuvudstaden Melbourne.